# 實相院
實相院（じっそういん）是位在日本京都府京都市左京區的天台宗系單立寺院。山號「岩倉山」（いわくらさん）。本尊不動明王、開基（創立者）為靜基。代代由天皇家的親族擔任住持的門跡寺院，別稱、實相院門跡、岩倉門跡、岩倉御殿。

## 關連項目
- 岩倉具視

## 外部連結
- 實相院門跡 （页面存档备份，存于）